# 克塔克縣

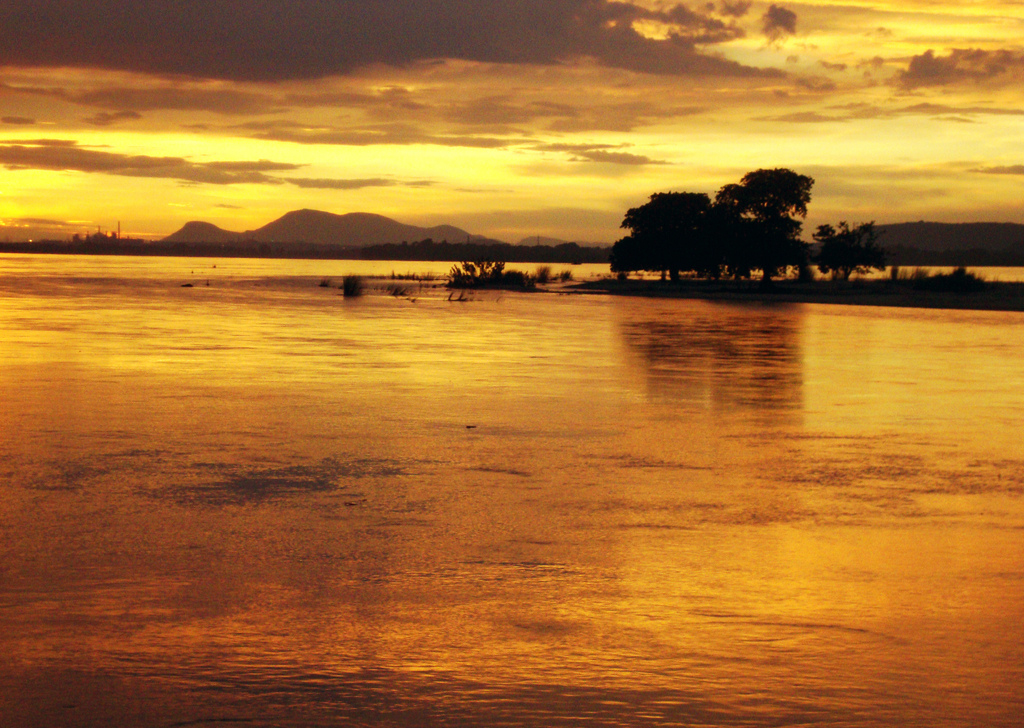

克塔克縣（英語：Cuttack district）是印度的一個縣，位於該國東部，由奧迪沙邦負責管轄，面積3,932平方公里，每年平均降雨量1,501毫米，識字率為84.2%，2011年人口2,618,708，人口密度每平方公里666人。

## 外部連結
- 官方网站
- Cuttack District in eOdissa.com（页面存档备份，存于）